# Мерич, Джемиль
Джемиль Мерич (тур. Cemil Meriç, 12 декабря 1916 — 13 июня 1987) — турецкий писатель

 и переводчик.

## Биография
Родился 12 декабря 1916 года в Рейханлы. В школе выучил арабский и французский языки, а также Коран. Для получения высшего образования переехал в Антакью, но за год до завершения курса был отчислен за критику своих преподавателей. В 1939 году был обвинён в попытке свержения правительства Хатая. Через два месяца он был оправдан, в том же году государство Хатай стало одним из илов Турции.
В 1940 году поступил в Стамбульский университет. Первоначально изучал там философию, но затем сменил сменил её на французскую филологию. Окончил университет в 1944 год. После окончания университета работал преподавателем.
В 1954 году начал терять зрение, чтобы исправить положение, он решился на операцию, но она не только не помогла, но наоборот лишь ухудшила ситуацию, приведя к полной потере зрения.
В 1983 году после смерти жены у Мерича произошло внутримозговое кровоизлияние, в результате которого его частично парализовало.
Умер 13 июня 1987 года.
В доме Мерича в Хатае впоследствии был открыт музей.

## Вклад
Писал книги и статьи, занимался переводами.
Перевёл на турецкий язык роман Бальзака «девушка с золотыми глазами».